# Itoa
Itoa är ett släkte av videväxter. Itoa ingår i familjen videväxter.
Kladogram enligt Catalogue of Life:
| Itoa | \| \| Itoa orientalis \| \| \| \| \| \| Itoa stapfii \| \| \| \| |
|      | \| \| Itoa orientalis \| \| \| \| \| \| Itoa stapfii \| \| \| \| |
|      | Itoa orientalis                                                  |
|      |                                                                  |
|      | Itoa stapfii                                                     |
|      |                                                                  |